# Teatrul Nottara

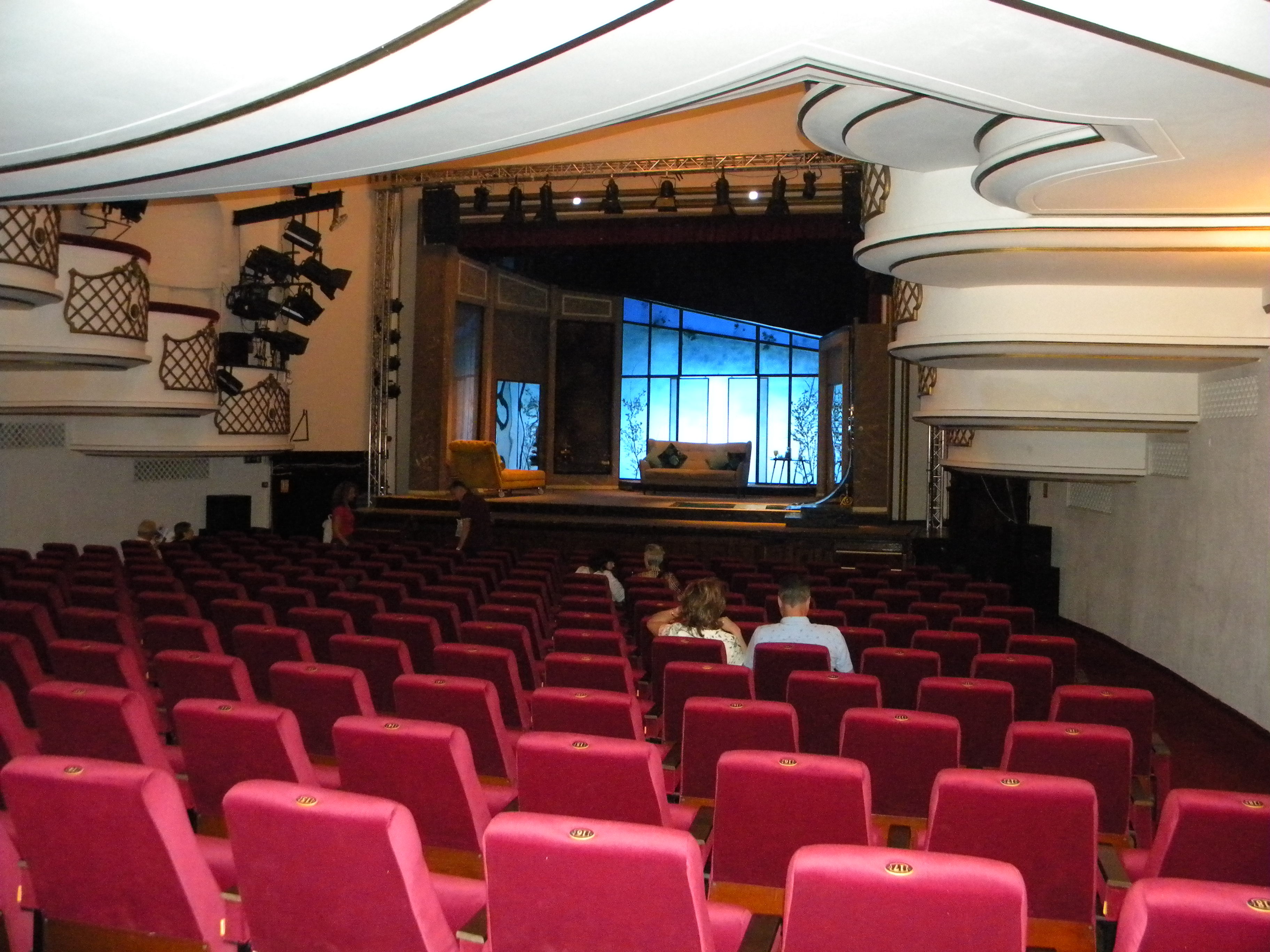
Sala de spectacole și scena în 2019

Teatrul Nottara este un teatru din București, situat pe Bulevardul Gheorghe Magheru.

## Istoric

### Clădire
Clădirea în care a funcționat Teatrul Nottara a fost construită de inginerul Liviu Ciulley, tatăl regizorului Liviu Ciulei, pentru familia sa. Tot de Liviu Ciuley au fost construite Palatul CFR și Corpul nou al sediului Băncii Naționale a României.

### Instituție teatrală
Ca instituție, teatrul fost înființat în 1947, având denumirea Teatrul Armatei. Numele marelui actor român Constantin Nottara (1859-1935) l-a primit în 1960. În fruntea teatrului se afla atunci actorul George Vraca, nume de prestigiu al scenei românești. În 1964, după moartea lui Vraca, al cărui ultim rol a fost Richard al III-lea, la direcția teatrului a fost numit dramaturgul Horia Lovinescu. 
Începând cu directoratele Vraca și Lovinescu, Teatrul Nottara s-a definit ca teatru de repertoriu, cu personalitate distinctă în peisajul artistic românesc. Datorită valorii echipei sale, Teatrul Nottara a reușit să atragă un public fidel. Fără a-și nega o clipă caracterul popular, teatrul a reușit să mențină între cele 320 de titluri din dramaturgia română și universală, propuse în peste 50 de ani de existență, un echilibru benefic între divertisment și tematica filosofică, între râsul eliberator și gravitatea problemelor esențiale.
În peste două decenii legate de prezența lui Horia Lovinescu, Teatrul Nottara și-a ridicat stacheta ofertelor și a făcut propuneri incitante în scopul unei deschideri culturale, prin înnoire problematică și estetică, menținând în mod constant audiența publicului. A acordat o atenție deosebită marelui repertoriu universal, consemnând în istoria sa montări de referință, cu texte de Shakespeare, Molière, Ibsen, Cehov, Gorki, Dostoievski, Albee, O’Neill, Pirandello, Garcia Lorca, G. B. Shaw și alții.

### Loc al dramaturgiei clasice românești
Tot aici au fost abordate pagini relevante ale dramaturgiei clasice românești (Alecsandri, Caragiale, Camil Petrescu, Mircea Ștefănescu ș.a.).
Au avut loc și premierele absolute ale majorității pieselor lui Horia Lovinescu. Au fost jucate creațiile celor mai importanți autori români. Unul din regizorii legați de Teatrul Nottara a fost Petre Bokor.
Teatrul Nottara se află sub autoritatea Consiliului General al Municipiului București. Teatrul funcționează ca o companie permanentă, cu un colectiv artistic de 42 de actori angajați și cu o echipă tehnică și administrativă de circa 100 de membri. Până în 2011 a fost condus de actorul de teatru și film Mircea Diaconu, succesoarea sa fiind Marinela Țepuș, din noiembrie 2011.
În fiecare stagiune rulează un repertoriu cu cel puțin 15 titluri, atât la Sala Magheru "Horia Lovinescu", scenă italiană cu o capacitate de 320 locuri (dimensiuni: 8,5 x 11 m), cât și la Sala Studio "George Constantin", un spațiu elegant și funcțional cu maximum 99 locuri (dimensiuni: 6,5 x 6,5 m).

### Suspendarea activității
Având în vedere dispozițiile Legii nr. 282/2015, publicată în Monitorul Oficial nr. 806 din 19 noiembrie 2015, de completare și modificare a Ordonanței Guvernului nr. 20/1994, privind măsuri pentru reducerea riscului seismic al construcțiilor existente, începând cu data de 23.11.2015, teatrul Nottara a fost obligat să suspende, pe termen nedefinit, organizarea tuturor spectacolelor și evenimentelor programate în sălile situate în Bulevardul Magheru nr. 20, sectorul 1, clădirea fiind marcată cu bulină roșie.
În data de 25 noiembrie 2015, președintele României, Klaus Iohannis, a oferit găzduire temporară pentru o parte dintre producțiile teatrului, pe scena de spectacole a Palatului Cotroceni.

### Reluarea activității
La 7 luni de la închiderea sălii, la 28 iunie 2016, Primăria Generală a capitalei a anunțat rezultatul unei contra-expertize, plătită de aceasta: clădirea a fost încadrată în mod eronat în clasa 1 de risc seismic, adică a primit „bulina roșie” pe nedrept. În prezent clădirea este reîncadrată în clasa de risc seismic doi și, prin urmare, în sala „Horia Lovinescu” de pe bulevardul Magheru este permisă reluarea spectacolelor.
Teatrul Nottara s-a întors în sediul tradițional odată cu începerea Festivalului Internațional de Teatru FEST(IN) pe Bulevard, desfășurat în perioada 10-22 octombrie 2016.